# Bolsjoj tjelovek
Bolsjoj tjelovek (russisk: Большой человек, da.: En stor mand) er en russisk stumfilm fra 1908 instrueret af Aleksandr Drankov. Filmen er baseret på et skuespil af samme navn skrevet af Iosef Kolysjko 
Filmen anses tabt.

## Handling
Filmen fortæller om en mand, der støder på forhindringer, som han ikke kan overvinde, og som et resultat begynder han at skabe myter om sin karriere.